# Luis Caplliure
Luis Caplliure Moreno (ur. 7 czerwca 1979 w Walencji) – hiszpański florecista, brązowy medalista mistrzostw świata.
Podczas mistrzostw świata w Lizbonie w 2002 roku Hiszpanie w składzie: Javier Menéndez, Luis Caplliure, José Francisco Guerra i Javier García zdobyli brązowy medal w rywalizacji drużynowej. Był też między innymi szósty drużynowo na mistrzostwach świata w Lipsku w 2005 roku i siódmy na mistrzostwach świata w Petersburgu w 2007 roku.
Nigdy nie wziął udziału w igrzyskach olimpijskich.